# Koprowa Przehyba
Koprowa Przehyba (słow. Kôprovská priehyba, 2305 m) – płytko wcięta przełączka (przehyba) w głównej grani odnogi Krywania w słowackich Tatrach Wysokich. Znajduje się pomiędzy Koprowym Wierchem (2366 m) a Koprową Kopą (zwaną także Koprowym Ramieniem, 2312 m). Do dna Doliny Hińczowej obrywa się z niej stromy żleb (jego przejście to I w skali tatrzańskiej). W przeciwległy, opadające do Doliny Hlińskiej stok wcina się szeroka depresja niżej przekształcająca się w wąski żleb.
Przez Koprową Przehybę powadzi czerwony szlak turystyczny z Wyżniej Koprowej Przełęczy (2148 m) na Koprowy Wierch. Przejście przez Koprową Przehybę dla turystów wrażliwych na ekspozycję bywa stresujące, gdyż ścieżka prowadzi przy samej grani, ta zaś w tym miejscu urywa się bardzo stromo do dna Doliny Hińczowej.

## Szlaki turystyczne
– czerwony z Wyżniej Koprowej Przełęczy przez Koprową Kopę i Koprową Przehybę na Koprowy Wierch. Czas przejścia 30 min, ↓ 20 min.

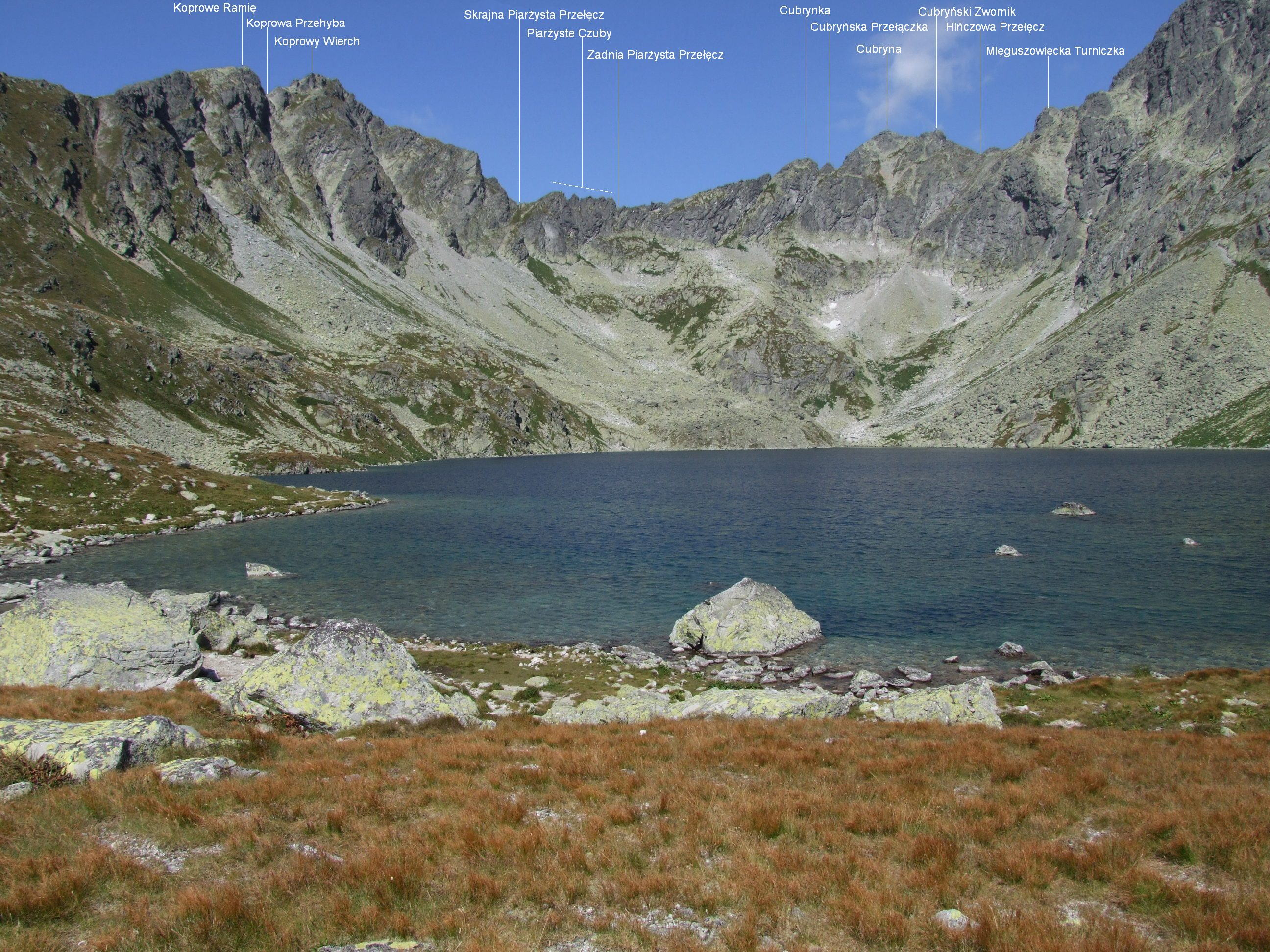